# Liste des espèces d'antilopes
1. Addax
2. Grand koudou
3. Impala
4. Gazelle dorcade
5. Springbok
6. Dik-dik de Salt
7. Antilope rouanne
8. Nilgaut

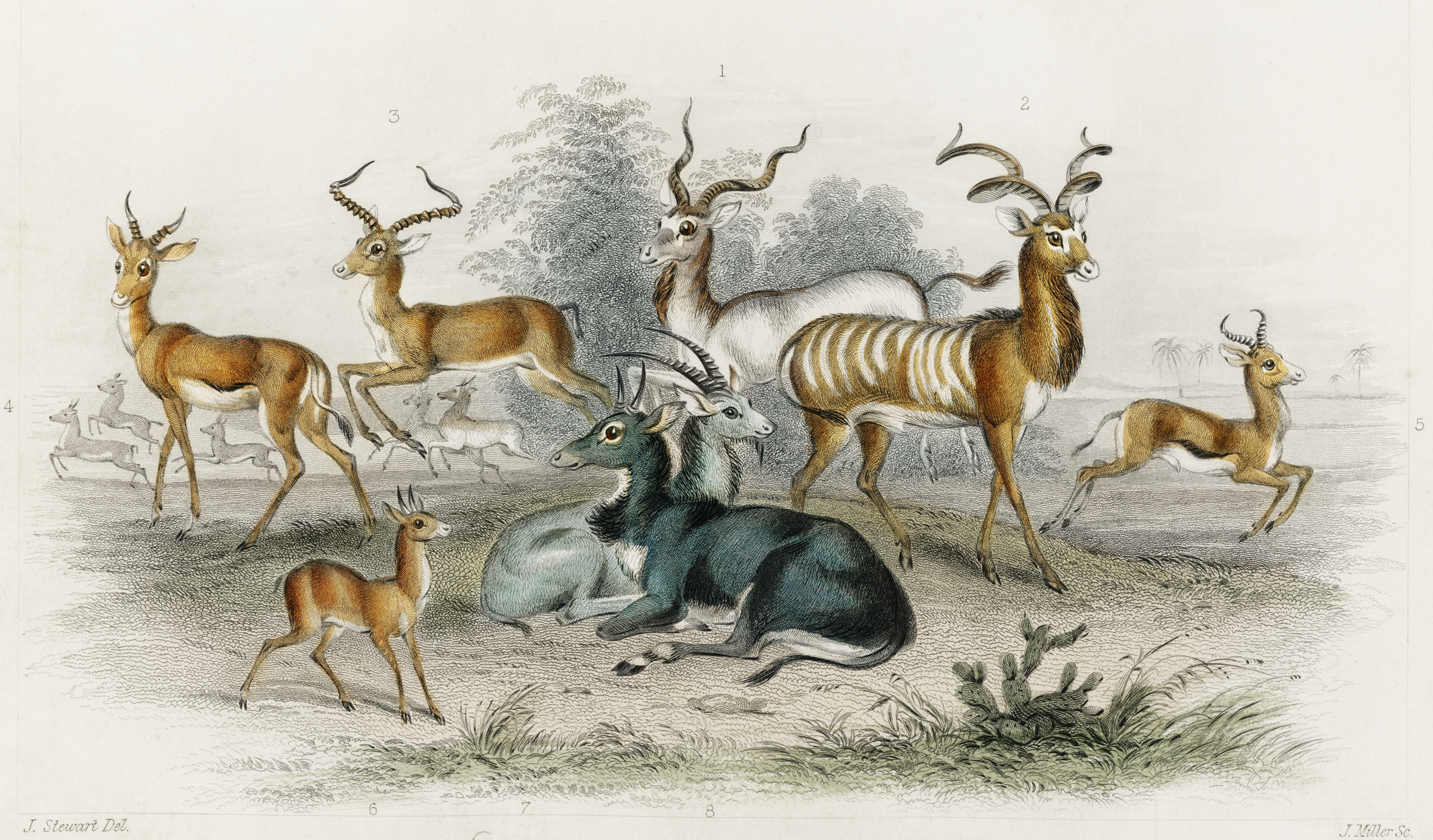
Antilopes sur une planche illustrée d'une édition de 1820 de lHistoire du monde naturel de Oliver Goldsmith :

Les antilopes sont un groupe paraphylétique de ruminants, consacré par l'usage, dont font partie les gazelles, les gnous, les impalas, les cobes, les bubales, les oryx, les dik-diks et de nombreux autres bovidés sauvages. Au niveau taxinomique, le terme désigne les membres de 10 des 12 tribus de la famille des Bovidae, à l'exclusion des Bovini (bovins) et des Caprini (caprins et ovins). Il existe entre 91 et 210 espèces d'antilopes, en fonction des auteurs et du statut accordé aux variations morphologiques et à certaines populations isolées, ce qui représente plus de trois quarts des membres de la famille.
Les antilopes sont très diversifiées en Afrique subsaharienne et la grande majorité des espèces en sont endémiques. Plusieurs genres sont aussi présents au Moyen-Orient et en Asie continentale. Elles sont généralement associées à la savane ou à la steppe, même si certaines espèces sont sylvicoles ou montagnardes. Bien qu'elle ait été nommée ainsi par analogie avec les espèces de l'Ancien Monde, l'Antilope d'Amérique n'est généralement pas considérée comme une antilope au sens strict, et n'appartient pas à la famille des bovidés.
Leur morphologie est très variable : l'Antilope royale a la taille d'un lapin, alors que l'Éland du Cap peut peser jusqu'à une tonne. Toutes les espèces portent des cornes, parfois chez les deux sexes, de forme et de longueur très diverses. Environ un tiers des antilopes sont menacées et au moins six taxons se sont éteints au XXe siècle. Plus de la moitié des espèces ont une population qui décroît, malgré les efforts de conservation entrepris par un groupe de spécialistes internationaux fondé en 1978.

## Définition
| Genres africains       |
| Genres asiatiques      |
| Genres afro-asiatiques |

Cette liste suit la définition du Groupe de spécialistes des antilopes (GSA) de l'Union internationale pour la conservation de la nature et considère comme antilope tout membre de la famille des Bovidae qui n'est pas un ovin (moutons et mouflons), un caprin (chèvres, bouquetins, chamois, bœufs musqués, etc.) ou un bovin (bœufs, buffles, yacks, bisons, etc.). Taxinomiquement, cela représente huit des neuf tribus d'Antilopinae, à l'exception des Caprini, et deux des trois tribus de Bovinae, à l'exception des Bovini. Cette définition formelle exclut deux espèces pourtant communément appelées « antilopes » :
- l'Antilope du Tibet (Pantholops hodgsonii), qui fait partie des caprins ;
- l'Antilope d'Amérique (Antilocapra americana), unique représentante de la famille des Antilocapridae, et seule espèce du Nouveau Monde.

Bien que ces deux espèces soient également surveillées par le GSA pour des raisons pratiques, ce dernier précise bien qu'elle ne sont pas à proprement parler des antilopes. De même, et bien qu'il ressemble à une antilope, le Saola d'Asie du Sud-Est est plus proche des bovins et classé dans la tribu des Bovini. Ce ruminant fait partie des 100 espèces les plus menacées et le plan pour sa survie est étroitement coordonné par le Groupe de spécialistes des bovins sauvages d'Asie.

### Classification
Place des tribus d'antilopes (en jaune) dans l'arbre phylogénétique des bovidés,. Le nœud indique une zone de polytomie dont la résolution varie en fonction des études et des méthodes utilisées.
|  | Aepycerotini |
|  |              |
|  | Neotragini   |
|  |              |

|  | Oreotragini  |
|  |              |
|  | Cephalophini |
|  |              |

|  | \| \| Hippotragini \| \| \| \| \| \| Alcelaphini \| \| \| \| |
|  |                                                              |
|  | Caprini                                                      |
|  |                                                              |
|  | Hippotragini                                                 |
|  |                                                              |
|  | Alcelaphini                                                  |
|  |                                                              |

|  | Hippotragini |
|  |              |
|  | Alcelaphini  |
|  |              |

|  | Oreotragini  |
|  |              |
|  | Cephalophini |
|  |              |

|  | \| \| Hippotragini \| \| \| \| \| \| Alcelaphini \| \| \| \| |
|  |                                                              |
|  | Caprini                                                      |
|  |                                                              |
|  | Hippotragini                                                 |
|  |                                                              |
|  | Alcelaphini                                                  |
|  |                                                              |

|  | Hippotragini |
|  |              |
|  | Alcelaphini  |
|  |              |

|  | Aepycerotini |
|  |              |
|  | Neotragini   |
|  |              |

|  | Oreotragini  |
|  |              |
|  | Cephalophini |
|  |              |

|  | \| \| Hippotragini \| \| \| \| \| \| Alcelaphini \| \| \| \| |
|  |                                                              |
|  | Caprini                                                      |
|  |                                                              |
|  | Hippotragini                                                 |
|  |                                                              |
|  | Alcelaphini                                                  |
|  |                                                              |

|  | Hippotragini |
|  |              |
|  | Alcelaphini  |
|  |              |

|  | Oreotragini  |
|  |              |
|  | Cephalophini |
|  |              |

|  | \| \| Hippotragini \| \| \| \| \| \| Alcelaphini \| \| \| \| |
|  |                                                              |
|  | Caprini                                                      |
|  |                                                              |
|  | Hippotragini                                                 |
|  |                                                              |
|  | Alcelaphini                                                  |
|  |                                                              |

|  | Hippotragini |
|  |              |
|  | Alcelaphini  |
|  |              |

|  | Boselaphini                                             |
|  |                                                         |
|  | \| \| Tragelaphini \| \| \| \| \| \| Bovini \| \| \| \| |
|  |                                                         |
|  | Tragelaphini                                            |
|  |                                                         |
|  | Bovini                                                  |
|  |                                                         |

|  | Tragelaphini |
|  |              |
|  | Bovini       |
|  |              |

|  | Aepycerotini |
|  |              |
|  | Neotragini   |
|  |              |

|  | Oreotragini  |
|  |              |
|  | Cephalophini |
|  |              |

|  | \| \| Hippotragini \| \| \| \| \| \| Alcelaphini \| \| \| \| |
|  |                                                              |
|  | Caprini                                                      |
|  |                                                              |
|  | Hippotragini                                                 |
|  |                                                              |
|  | Alcelaphini                                                  |
|  |                                                              |

|  | Hippotragini |
|  |              |
|  | Alcelaphini  |
|  |              |

|  | Oreotragini  |
|  |              |
|  | Cephalophini |
|  |              |

|  | \| \| Hippotragini \| \| \| \| \| \| Alcelaphini \| \| \| \| |
|  |                                                              |
|  | Caprini                                                      |
|  |                                                              |
|  | Hippotragini                                                 |
|  |                                                              |
|  | Alcelaphini                                                  |
|  |                                                              |

|  | Hippotragini |
|  |              |
|  | Alcelaphini  |
|  |              |

|  | Aepycerotini |
|  |              |
|  | Neotragini   |
|  |              |

|  | Oreotragini  |
|  |              |
|  | Cephalophini |
|  |              |

|  | \| \| Hippotragini \| \| \| \| \| \| Alcelaphini \| \| \| \| |
|  |                                                              |
|  | Caprini                                                      |
|  |                                                              |
|  | Hippotragini                                                 |
|  |                                                              |
|  | Alcelaphini                                                  |
|  |                                                              |

|  | Hippotragini |
|  |              |
|  | Alcelaphini  |
|  |              |

|  | Oreotragini  |
|  |              |
|  | Cephalophini |
|  |              |

|  | \| \| Hippotragini \| \| \| \| \| \| Alcelaphini \| \| \| \| |
|  |                                                              |
|  | Caprini                                                      |
|  |                                                              |
|  | Hippotragini                                                 |
|  |                                                              |
|  | Alcelaphini                                                  |
|  |                                                              |

|  | Hippotragini |
|  |              |
|  | Alcelaphini  |
|  |              |

|  | Boselaphini                                             |
|  |                                                         |
|  | \| \| Tragelaphini \| \| \| \| \| \| Bovini \| \| \| \| |
|  |                                                         |
|  | Tragelaphini                                            |
|  |                                                         |
|  | Bovini                                                  |
|  |                                                         |

|  | Tragelaphini |
|  |              |
|  | Bovini       |
|  |              |

## Sous-famille des Antilopinae
Les Antilopinae sont une sous-famille très diversifiée, qui compte huit tribus bien distinctes d'antilopes, et la tribu des Caprini qui regroupent les ovins et les caprins. Ces derniers sont par ailleurs quasiment absents du continent africain. La taille des espèces varie fortement, de 1,5 à près de 300 kg. L'origine commune est détectable dans les similitudes des motifs de la robe chez les membres de différentes tribus. Les cornes de cette sous-famille sont annelées transversalement, et il y a presque toujours des glandes proéminentes sous les yeux et entre les doigts des pattes antérieures.

### Tribu des Aepycerotini
La tribu des Aepycerotini ne comporte qu'un seul genre, endémique de la partie australe du continent africain. Les impalas montrent la particularité d'être inchangés dans leur forme de base depuis au moins 5 millions d'années, ce qui indique qu'ils se sont superbement adaptés à leur environnement, et que l'absence de pression de sélection a évité des évolutions morphologiques ou comportementales majeures. Ces adaptations consistent notamment en une stratégie d'alimentation mixte, la capacité de chevaucher les deux côtés d'une frontière écologique entre les habitats boisés et herbeux, un taux de croissance élevé de la population et un excellent comportement anti-prédateur. Les impalas ont également développé un système unique de défense contre les tiques, qui comprend un peigne dentaire spécialisé, le toilettage social et la coopération avec les piquebœufs. Leur particularité la plus remarquable reste cependant leur habileté à se regrouper et à se séparer en agrégations lâches de taille très variable, sans attachement évident à d'autres individus ou à des territoires permanents. Cette capacité est liée à leur aptitude à transmettre des signaux visuels, olfactifs et auditifs très efficaces, qui les distinguent de toutes les autres antilopes.
| Espèce (UT 2011)               | Sous-espèce     | Nom commun          | Image | Longueur (sans queue)     | Hauteur (au garrot)   | Masse                 | Cornes     | Distribution (pays)                                                                    | Statut UICN & population |
| ------------------------------ | --------------- | ------------------- | ----- | ------------------------- | --------------------- | --------------------- | ---------- | -------------------------------------------------------------------------------------- | ------------------------ |
| Genre Aepyceros                | Genre Aepyceros | Impalas             |       |                           |                       |                       |            |                                                                                        |                          |
| Aepyceros melampus (2 espèces) | ssp. melampus   | Impala              |       | ♂ 125-160 cm ♀ 120-150 cm | ♂ 80-95 cm ♀ 75-90 cm | ♂ 45-80 kg ♀ 40-60 kg | ♂ 45-92 cm | Afrique australe (sauf Lesotho) et Afrique de l'Est (Kenya, Ouganda, Rwanda, Tanzanie) | · 2 000 000              |
| Aepyceros melampus (2 espèces) | ssp. petersi    | Impala à face noire |       | ♂ 130-135 cm ♀ 125-130 cm | ♂ 97 cm ♀ 90 cm       | ♂ 63 kg ♀ 50-52 kg    | ♂ 45-92 cm | Afrique australe (Angola, Namibie)                                                     | 3 000-4 000              |

### Tribu des Neotragini
La tribu des Neotragini a longtemps servi de taxon « fourre-tout » pour une collection d'antilopes « naines » (dik-diks, oréotragues, ourébis, raphicères, etc.). Les études moléculaires ont cependant démontré la paraphylie de cet assemblage et la tribu ne contient plus désormais que trois membres, considérés comme issus d'une branche basale des Antilopinae et proches des impalas. Ce sont parmi les plus petits ongulés vivants, des espèces forestières à la silhouette de lièvre, avec des pattes longues et fines, de grands yeux et de petits museaux. Ils ont des cornes courtes, verticales et en forme de pointes, qui sont toujours absentes chez la femelle.
| Espèce (UT 2011)                 | Sous-espèce | Nom commun        | Image | Longueur (sans queue) | Hauteur (au garrot) | Masse      | Cornes        | Distribution (pays)                                                                                   | Statut UICN & population |
| -------------------------------- | ----------- | ----------------- | ----- | --------------------- | ------------------- | ---------- | ------------- | --- | ------------------------ |
| Genre Neotragus                  |             |                   |       |                       |                     |            |               | |                          |
| Neotragus pygmaeus (1 espèce)    | -           | Antilope royale   |       | 40-50 cm              | 25 cm               | 1,5-3 kg   | ♂ < 3,8 cm    | Afrique de l'Ouest (Côte d'Ivoire, Ghana, Guinée, Liberia, Sierra Leone)                              | · 62 000                 |
| Genre Nesotragus                 |             |                   |       |                       |                     |            |               | |                          |
| Nesotragus moschatus (3 espèces) | -           | Antilope musquée  |       | 57-62 cm              | 33-38 cm            | 4,5-6,8 kg | ♂ 6,5-13,3 cm | Afrique australe (Afrique du Sud, Malawi, Mozambique, Zimbabwe) et Afrique de l'Est (Kenya, Tanzanie) | · 365 000                |
| Nesotragus batesi (1 espèce)     | -           | Antilope de Bates |       | 50-57 cm              | 24-33 cm            | 2-3 kg     | ♂ 2,0-5,5 cm  | Afrique centrale (sauf Tchad), Afrique de l'Ouest (Nigeria) et Afrique de l'Est (Ouganda)             | 219 000                  |

### Tribu des Reduncini
Les Reduncini rassemblent historiquement les cobes et les réduncas, des herbivores de taille moyenne à grande endémiques d'Afrique subsaharienne. On leur a adjoint le péléa, ou rhebuck, une antilope au pelage laineux qui évolue dans les prairies d'altitude en Afrique australe, et qui était souvent classée dans sa propre sous-famille ou tribu. Beaucoup d'espèces vivent à proximité de l'eau, voire dans les marais. Les cornes, qui ne sont présentes que chez les mâle, sont annelés et souvent recourbées en arrière, puis en avant. Les cobes et les réduncas ne se livrent pas aux grandes migrations, au contraire d'autres antilopes comme les gnous et les oryx. La plupart communiquent à l'aide de sifflements caractéristiques plus ou moins stridents.
| Espèce (UT 2011)                | Sous-espèce         | Nom commun               | Image | Longueur (sans queue)     | Hauteur (au garrot)     | Masse                     | Cornes                | Distribution (pays) | Statut UICN & population |
| ------------------------------- | ------------------- | ------------------------ | ----- | ------------------------- | ----------------------- | ------------------------- | --------------------- | --- | ------------------------ |
| Genre Kobus                     | Genre Kobus         | Cobes                    |       |                           |                         |                           |                       | |                          |
| Kobus ellipsiprymnus (2 espèce) | ssp. ellipsiprymnus | Cobe à croissant         |       | 180-220 cm                | 100-136 cm              | ♂ 250-275 kg ♀ 160-180 kg | ♂ 79-92 cm            | Afrique australe (sauf Lesotho) et Afrique de l'Est (Kenya, Somalie, Tanzanie) | · 60 000-80 000          |
| Kobus ellipsiprymnus (2 espèce) | ssp. defassa        | Cobe defassa             |       | 175-235 cm                | 120-136 cm              | ♂ 198-262 kg ♀ 161-214 kg | ♂ 75-84 cm            | Afrique de l'Ouest (sauf Gambie, Liberia et Mauritanie), Afrique centrale (sauf Guinée équatoriale), Afrique de l'Est (sauf Djibouti et Somalie) et Afrique australe (Angola, Zambie)                  | · 60 000-80 000          |
| Kobus ellipsiprymnus (2 espèce) | ssp. defassa        | Cobe defassa             |       | 175-235 cm                | 120-136 cm              | ♂ 198-262 kg ♀ 161-214 kg | ♂ 75-84 cm            | Afrique de l'Ouest (sauf Gambie, Liberia et Mauritanie), Afrique centrale (sauf Guinée équatoriale), Afrique de l'Est (sauf Djibouti et Somalie) et Afrique australe (Angola, Zambie)                  | · 60 000-80 000          |
| Kobus kob (4 espèces)           | ssp. kob            | Cobe de Buffon           |       | 160-180 cm                | ♂ 90-100 cm ♀ 82-92 cm  | ♂ 60 kg ♀ 45 kg           | ♂ 48-65 cm            | Afrique de l'Ouest (sauf Gambie, Liberia, Mauritanie et Sierra Leone) et Afrique centrale (Cameroun, Centrafrique, Congo-Kinshasa, Tchad)                                                              | · 40 000-75 000          |
| Kobus kob (4 espèces)           | ssp. thomasi        | Cobe de Thomas           |       | 125-180 cm                | 70-105 cm               | ♂ 50-120 kg ♀ 60-77 kg    | ♂ 50-69 cm            | Afrique de l'Est (Ouganda, Soudan du Sud) et Afrique centrale (Congo-Kinshasa) | 100 000                  |
| Kobus kob (4 espèces)           | ssp. leucotis       | Cobe à oreilles blanches |       | 160-180 cm                | 82-100 cm               | ♂ 55-82 kg ♀ 40 kg        | ♂ 55 cm               | Afrique de l'Est (Éthiopie, Soudan du Sud) | > 768 000                |
| Kobus vardonii (1 espèce)       | -                   | Puku                     |       | 126-146 cm                | 73-83 cm                | ♂ 55-91 kg ♀ 40-78 kg     | ♂ 45-55 cm            | Afrique australe (Angola, Botswana, Malawi, Zambie), Afrique centrale (Congo-Kinshasa) et Afrique de l'Est (Tanzanie)                                                                                  | · > 130 000              |
| Kobus leche (5 espèces)         | ssp. leche          | Cobe lechwe              |       | ♂ 150-175 cm ♀ 134-162 cm | ♂ 94-112 cm ♀ 87-101 cm | ♂ 88-135 kg ♀ 52-89 kg    | ♂ 45-66 cm            | Afrique australe (Angola, Botswana, Namibie, Zambie) | · 50 000-60 000          |
| Kobus leche (5 espèces)         | ssp. kafuensis      | Cobe de Kafué            |       | 130-180 cm                | ♂ 99-112 cm ♀ 90-106 cm | ♂ 87-128 kg ♀ 62-97 kg    | ♂ 62-83 cm            | Afrique australe (Zambie) | · 20 000                 |
| Kobus leche (5 espèces)         | ssp. anselli        | Cobe d'Ansell            |       | 160-180 cm                | 85-110 cm               | ♂ 45-75 kg ♀ 40-60 kg     | ♂ 62-83 cm            | Afrique centrale (Congo-Kinshasa) | · 600-1 000              |
| Kobus leche (5 espèces)         | ssp. smithemani     | Cobe du Bangweulu        |       | 160-180 cm                | 85-110 cm               | ♂ 45-75 kg ♀ 40-60 kg     | ♂ 62-83 cm            | Afrique australe (Zambie) | · 33 000-36 000          |
| Kobus leche (5 espèces)         | ssp. robertsi       | Cobe lechwe de Roberts   |       | -                         | -                       | -                         | -                     | Afrique australe († Zambie) | (EX)                     |
| Kobus megaceros (1 espèce)      | -                   | Cobe de Madame Gray      |       | ♂ 160-180 cm ♀ 130-170 cm | ♂ 100-105 cm ♀ 80-85 cm | ♂ 90-120 kg ♀ 60-90 kg    | ♂ 50-87 cm            | Afrique de l'Est (Éthiopie, Soudan du Sud) | · ~ 4 000                |
| Genre Redunca                   | Genre Redunca       | Réduncas                 |       |                           |                         |                           |                       | |                          |
| Redunca arundinum (2 espèces)   | -                   | Grand cobe des roseaux   |       | ♂ 120-160 cm ♀ 120-140 cm | ♂ 80-150 cm ♀ 65-95 cm  | ♂ 43-95 kg ♀ 32-85 kg     | ♂ 20-45 cm            | Afrique australe (sauf Lesotho), Afrique centrale (Gabon, Congo-Kinshasa) et Afrique de l'Est (Tanzanie)                                                                                               | · 73 000                 |
| Redunca redunca (4 espèces)     | -                   | Cobe des roseaux         |       | 100-135 cm                | 65-89 cm                | ♂ 43-65 kg ♀ 35-45 kg     | ♂ 23-40 cm            | Afrique de l'Ouest (sauf Côte d'Ivoire, Liberia, Sierra Leone et Togo), Afrique centrale (Cameroun, Centrafrique, Congo-Kinshasa, Tchad), Afrique de l'Est (sauf Burundi, Djibouti, Érythrée, Somalie) | · 101 000                |
| Redunca fulvorufula (3 espèces) | ssp. fulvorufula    | Rédunca de montagne      |       | 100-124 cm                | 60-83 cm                | ♂ 18-22 cm                | ♂ 22-37 kg ♀ 22-35 kg | Afrique australe (Afrique du Sud, Botswana, Eswatini, Lesotho, Mozambique) | · 15 000                 |
| Redunca fulvorufula (3 espèces) | ssp. adamauae       | Rédunca de l'Adamaoua    |       | 97-110 cm                 | 58-73 cm                | 35-60 kg                  | ♂ 13 cm               | Afrique de l'Ouest (Nigeria) et Afrique centrale (Cameroun) | · 1 000-1 100            |
| Redunca fulvorufula (3 espèces) | ssp. chanleri       | Rédunca de Chanler       |       | 100-136 cm                | 65-76 cm                | ♂ 22-38 kg ♀ 19-35 kg     | ♂ 14-35 cm            | Afrique de l'Est (Éthiopie, Kenya, Ouganda, Soudan du Sud, Tanzanie) | · 2 000-2 100            |
| Genre Pelea                     |                     |                          |       |                           |                         |                           |                       | |                          |
| Pelea capreolus (1 espèce)      | -                   | Péléa                    |       | 105-125 cm                | 70-80 cm                | 18-30 kg                  | ♂ 20-29 cm            | Afrique australe (Afrique du Sud, Eswatini, Lesotho) | · 10 000-18 000          |

### Tribu desAntilopini
| Espèce (UT 2011)                  | Sous-espèce       | Nom commun             | Image       | Longueur (sans queue)   | Hauteur (au garrot)   | Masse                 | Cornes                | Distribution (pays) | Statut UICN & population |
| --------------------------------- | ----------------- | ---------------------- | ----------- | ----------------------- | --------------------- | --------------------- | --------------------- | --- | ------------------------ |
| Genre Antidorcas                  | Genre Antidorcas  | Springboks             |             |                         |                       |                       |                       | |                          |
| Antidorcas marsupialis (3 espèce) | -                 | Springbok              |             | 112-140 cm              | 68-89 cm              | ♂ 20-45 kg ♀ 20-30 kg | ♂ 28-48 cm ♀ 16-28 cm | Afrique australe (Afrique du Sud, Angola, Botswana, Namibie) | · > 2 000 000            |
| Genre Nanger                      | Genre Nanger      | Gazelles               | (pro parte) | (pro parte)             | (pro parte)           | (pro parte)           | (pro parte)           | (pro parte) | (pro parte)              |
| Nanger dama (1 espèce)            | -                 | Gazelle dama           |             | 140-165 cm              | 88-120 cm             | 40-75 kg              | 20-43 cm              | Afrique de l'Ouest (Mali, Niger) et Afrique centrale (Tchad) | · 100-200                |
| Nanger soemmerringii (1 espèce)   | -                 | Gazelle de Soemmerring |             | 125-150 cm              | 85-92 cm              | 35-45 kg              | ♂ < 58 cm ♀ < 40 cm   | Afrique de l'Est (Djibouti, Érythrée, Éthiopie, Somalie) | · 4 000-5 000            |
| Nanger granti (3 espèces)         | ssp. granti       | Gazelle de Grant       |             | 155-166 cm              | 75-95 cm              | ♂ 55-80 kg ♀ 35-45 kg | ♂ 50-80 cm ♀ 30-43 cm | Afrique de l'Est (Kenya, Tanzanie) | · 52 500-60 000          |
| Nanger granti (3 espèces)         | ssp. petersii     | Gazelle de Peters      |             | 155-166 cm              | 75-95 cm              | ♂ 55-80 kg ♀ 35-45 kg | ♂ 50-80 cm ♀ 30-43 cm | Afrique de l'Est (Kenya, Somalie, Tanzanie) | · 1 500-2 500            |
| Nanger granti (3 espèces)         | ssp. notata       | Gazelle de Bright      |             | 155-166 cm              | 75-95 cm              | ♂ 55-80 kg ♀ 35-45 kg | ♂ 50-80 cm ♀ 30-43 cm | Afrique de l'Est (Éthiopie, Kenya, Somalie, Soudan du Sud, Tanzanie) | · 35 000-40 000          |
| Genre Eudorcas                    | Genre Eudorcas    | Gazelles               | (pro parte) | (pro parte)             | (pro parte)           | (pro parte)           | (pro parte)           | (pro parte) | (pro parte)              |
| Eudorcas thomsonii (2 espèces)    | -                 | Gazelle de Thomson     |             | ♂ 92-107 cm ♀ 89-107 cm | ♂ 58-70 cm ♀ 58-69 cm | ♂ 17-25 kg ♀ 13-20 kg | ♂ 25-43 cm ♀ 7-15 cm  | Afrique de l'Est (Kenya, Tanzanie) | · 145 000                |
| Eudorcas albonotata (1 espèce)    | -                 | Gazelle de Mongalla    |             | 80-120 cm               | 55-82 cm              | ♂ 20-35 kg ♀ 15-25 kg | ♂ 26 cm ♀ 7-13 cm     | Afrique de l'Est (Soudan du Sud) | · > 278 000              |
| Eudorcas rufifrons (1 espèce)     | -                 | Gazelle à front roux   |             | 90-110 cm               | 65-70 cm              | 25-30 kg              | ♂ 22-40 cm ♀ 15-40 cm | Afrique de l'Ouest (Burkina Faso, Mali, Mauritanie, Niger, Nigeria, Sénégal), Afrique centrale (Cameroun, Centrafrique, Tchad) et Afrique de l'Est (Soudan)                                                                                          | · > 12 000               |
| Eudorcas tilonura (1 espèce)      | -                 | Gazelle de Heuglin     |             | 80-120 cm               | 67 cm                 | ♂ 20-35 kg ♀ 15-25 kg | ♂ 22-35 cm ♀ 15-25 cm | Afrique de l'Est (Érythrée, Éthiopie, Soudan) | · > 2 500-3 500          |
| Genre Antilope                    |                   |                        |             |                         |                       |                       |                       | |                          |
| Antilope cervicapra (1 espèce)    | -                 | Antilope cervicapre    |             | 100-150 cm              | 56-85 cm              | ♂ 20-56 kg ♀ 19-33 kg | ♂ 35-73 cm            | Asie (Inde, Népal) | 35 000                   |
| Genre Gazella                     | Genre Gazella     | Gazelles               | (pro parte) | (pro parte)             | (pro parte)           | (pro parte)           | (pro parte)           | (pro parte) | (pro parte)              |
| Gazella bennettii (5 espèces)     | -                 | Gazelle indienne       |             | 75-125 cm               | 58-65 cm              | ♂ 23-25 kg ♀ 15-18 kg | ♂ 18-35 cm ♀ 10-23 cm | Asie (Afghanistan, Inde, Iran, Pakistan) | · 50 000-70 000          |
| Gazella gazella (1 espèce)        | -                 | Gazelle de montagne    |             | 100-125 cm              | 60-65 cm              | 17-30 kg              | ♂ 22-30 cm ♀ 6-11 cm  | Moyen-Orient (Israël, Jordanie, Palestine, Turquie) | · 2 500                  |
| Gazella arabica (7 espèces)       | -                 | Gazelle d'Arabie       |             | 100-125 cm              | 52-65 cm              | 15-35 kg              | ♂ 15-30 cm ♀ 6-11 cm  | Moyen-Orient (Arabie saoudite, Émirats arabes unis, Iran, Israël, Oman, Yémen) | · 5 000-7 000            |
| Gazella arabica (7 espèces)       | ssp. bilkis       | Gazelle du Yémen       |             | -                       | -                     | -                     | -                     | † Moyen-Orient (Yémen) | (EX)                     |
| Gazella spekei (1 espèce)         | -                 | Gazelle de Speke       |             | 95-105 cm               | 50-60 cm              | 15-25 kg              | ♂ 25-31 cm ♀ 15-25 cm | Afrique de l'Est (Somalie) | · ~ 1 000                |
| Gazella dorcas (3 espèces)        | -                 | Gazelle dorcade        |             | 90-110 cm               | 55-65 cm              | 15-23 kg              | ♂ 25-38 cm ♀ 15-25 cm | Afrique de l'Est (Djibouti, Érythrée, Éthiopie, Somalie, Soudan), Afrique centrale (Tchad), Afrique de l'Ouest (Mali, Mauritanie, Niger), Afrique du Nord (tous) et Moyen-Orient (Israël, Jordanie)                                                  | · > 40 000               |
| Gazella dorcas (3 espèces)        | -                 | Gazelle dorcade        |             | 90-110 cm               | 55-65 cm              | 15-23 kg              | ♂ 25-38 cm ♀ 15-25 cm | Afrique de l'Est (Djibouti, Érythrée, Éthiopie, Somalie, Soudan), Afrique centrale (Tchad), Afrique de l'Ouest (Mali, Mauritanie, Niger), Afrique du Nord (tous) et Moyen-Orient (Israël, Jordanie)                                                  | · > 40 000               |
| Gazella dorcas (3 espèces)        | ssp. saudiya      | Gazelle saoudite       |             | -                       | -                     | -                     | -                     | † Moyen-Orient (Arabie saoudite, Koweït, Yémen) | (EX)                     |
| Gazella leptoceros (1 espèce)     | -                 | Gazelle leptocère      |             | 100-110 cm              | 65-72 cm              | 20-30 kg              | ♂ 30-41 cm ♀ 20-38 cm | Afrique du Nord (Algérie, Égypte, Libye, Tunisie) | · 300-600                |
| Gazella cuvieri (1 espèce)        | -                 | Gazelle de Cuvier      |             | 95-105 cm               | 60-70 cm              | ♂ 20-35 kg ♀ 15-20 kg | ♂ 25-37 cm ♀ 25-30 cm | Afrique du Nord (Algérie, Maroc, Sahara occidental, Tunisie) | · 2 400-4 600            |
| Gazella subgutturosa (3 espèces)  | -                 | Gazelle à goitre       |             | 90-116 cm               | 60-80 cm              | 18-33 kg              | ♂ 25-43 cm            | Asie (Afghanistan, Azerbaïdjan, Chine, Iran, Kazakhstan, Kirghizistan, Mongolie, Ouzbékistan, Pakistan, Tadjikistan, Turkménistan) | · 42 000-49 000          |
| Gazella marica (1 espèce)         | -                 | Gazelle marica         |             | 97 cm                   | 55-60 cm              | ♂ 22 kg ♀ 18 kg       | ♂ 27 cm ♀ 15 cm       | Moyen-Orient (Arabie saoudite, Émirats arabes unis, Irak, Jordanie, Koweït, Oman, Qatar, Syrie, Yémen) | · 1 800-2 200            |
| Genre Litocranius                 | Genre Litocranius | Gazelles               | (pro parte) | (pro parte)             | (pro parte)           | (pro parte)           | (pro parte)           | (pro parte) | (pro parte)              |
| Litocranius walleri (2 espèces)   | -                 | Gazelle de Waller      |             | 140-160 cm              | 85-120 cm             | 28-52 kg              | ♂ 25-44 cm            | Afrique de l'Est (Djibouti, Éthiopie, Kenya, Somalie, Tanzanie) | · < 95 000               |
| Genre Ammodorcas                  | Genre Ammodorcas  | Gazelles               | (pro parte) | (pro parte)             | (pro parte)           | (pro parte)           | (pro parte)           | (pro parte) | (pro parte)              |
| Ammodorcas clarkei (1 espèce)     | -                 | Gazelle de Clarke      |             | 152-168 cm              | 80-88 cm              | 22-35 kg              | ♂ 15-25 cm            | Afrique de l'Est (Éthiopie, Somalie) | · 2 800                  |
| Genre Procapra                    | Genre Procapra    | Gazelles               | (pro parte) | (pro parte)             | (pro parte)           | (pro parte)           | (pro parte)           | (pro parte) | (pro parte)              |
| Procapra picticaudata (1 espèce)  | -                 | Gazelle du Tibet       |             | 91-105 cm               | 54-65 cm              | 13-16 kg              | ♂ 26-33 cm            | Asie (Chine, Inde) | · 100 000                |
| Procapra przewalskii (1 espèce)   | -                 | Gazelle Przewalski     |             | 109-160 cm              | 50-70 cm              | 17-32 kg              | ♂ 18-26 cm            | Asie (Chine) | · 1 320-1 635            |
| Procapra gutturosa (1 espèce)     | -                 | Gazelle de Mongolie    |             | 100-150 cm              | 54-84 cm              | 20-39 kg              | ♂ 25-40 cm            | Asie (Chine, Mongolie, Russie) | · ~ 1 500 000            |
| Genre Saiga                       | Genre Saiga       | Saïgas                 |             |                         |                       |                       |                       | |                          |
| Saiga tatarica (2 espèces)        | ssp. tatarica     | Saïga de Russie        |             | 108-146 cm              | 60-80 cm              | 21-51 kg              | ♂ 20-38 cm            | Asie (Kazakhstan, Ouzbékistan, Russie) | 159 000-160 600          |
| Saiga tatarica (2 espèces)        | ssp. tatarica     | Saïga de Mongolie      |             | 104-136 cm              | 57-79 cm              | 21-51 kg              | ♂ > 22 cm             | Asie (Mongolie) | · 3 750                  |
| Genre Dorcatragus                 |                   |                        |             |                         |                       |                       |                       | |                          |
| Dorcatragus megalotis (1 espèce)  | -                 | Beira                  |             | 76-86 cm                | 50-76 cm              | ♂ 9-11,5 kg ♀ 9-13 kg | ♂ 7,5-10 cm           | Afrique de l'Est (Djibouti, Somalie) | · < 7 000                |
| Genre Ourebia                     | Genre Ourebia     | Ourébis                |             |                         |                       |                       |                       | |                          |
| Ourebia ourebi (4 espèce)         | -                 | Ourébi                 |             | ♂ 97-115 cm ♀ 89-105 cm | 50-67 cm              | ♂ 10-17 kg ♀ 8-20 kg  | ♂ 8-18 cm             | Afrique australe (sauf Namibie), Afrique centrale (Cameroun, Centrafrique, Congo-Kinshasa, Tchad), Afrique de l'Est (Érythrée, Éthiopie, Kenya, Ouganda, Rwanda, Soudan, Soudan du Sud, Tanzanie) et Afrique de l'Ouest (sauf Liberia et Mauritanie) | · < 750 000              |
| Ourebia ourebi (4 espèce)         | -                 | Ourébi                 |             | ♂ 97-115 cm ♀ 89-105 cm | 50-67 cm              | ♂ 10-17 kg ♀ 8-20 kg  | ♂ 8-18 cm             | Afrique australe (sauf Namibie), Afrique centrale (Cameroun, Centrafrique, Congo-Kinshasa, Tchad), Afrique de l'Est (Érythrée, Éthiopie, Kenya, Ouganda, Rwanda, Soudan, Soudan du Sud, Tanzanie) et Afrique de l'Ouest (sauf Liberia et Mauritanie) | · < 750 000              |
| Ourebia ourebi (4 espèce)         | ssp. haggardi     | Ourébi de Haggard      |             | 92-140 cm               | 50-67 cm              | ♂ 11-17 kg ♀ 8-20 kg  | ♂ 8-18 cm             | Afrique de l'Est (Kenya, Somalie) | · 9 000                  |
| Ourebia ourebi (4 espèce)         | ssp. kenyae       | Ourébi du Kenya        |             | -                       | -                     | -                     | -                     | † Afrique de l'Est (Kenya) | (EX)                     |
| Genre Raphicerus                  | Genre Raphicerus  | Raphicères             |             |                         |                       |                       |                       | |                          |
| Raphicerus melanotis (1 espèce)   | -                 | Raphicère du Cap       |             | 70-75 cm                | 54-56 cm              | 8-13 kg               | ♂ 6-8 cm              | Afrique australe (Afrique du Sud) | · ~ 250 000              |
| Raphicerus sharpei (2 espèces)    | -                 | Raphicère de Sharpe    |             | 65-80 cm                | 45-60 cm              | 6,4-11 kg             | ♂ 3-5 cm              | Afrique australe (sauf Angola et Lesotho), Afrique centrale (Congo-Kinshasa) et Afrique de l'Est (Tanzanie) | · ~ 95 000               |
| Raphicerus campestris (1 espèce)  | -                 | Steenbok               |             | 70-95 cm                | ♂ 49 cm ♀ 51 cm       | ♂ 9-13 kg ♀ 11-13 kg  | ♂ 7-19 cm             | Afrique australe (sauf Lesotho et Malawi) et Afrique de l'Est (Kenya, Tanzanie) | · ~ 600 000              |
| Genre Madoqua                     | Genre Madoqua     | Dik-diks               |             |                         |                       |                       |                       | |                          |
| Madoqua guentheri (2 espèces)     | -                 | Dik-dik de Günther     |             | 55-71 cm                | 35-40 cm              | 3-5 kg                | ♂ < 9,8 cm            | Afrique de l'Est (Éthiopie, Kenya, Ouganda, Somalie, Soudan du Sud) | · ~ 511 000              |
| Madoqua kirkii (5 espèces)        | ssp. kirkii       | Dik-dik de Kirk        |             | 55-77 cm                | 35-45 cm              | 2,7-6,5 kg            | ♂ < 11,4 cm           | Afrique de l'Est (Kenya, Somalie, Tanzanie) | · ~ 971 000              |
| Madoqua kirkii (5 espèces)        | ssp. thomasi      | Dik-dik de Thomas      |             | 55-77 cm                | 35-45 cm              | 2,7-6,5 kg            | ♂ < 11,4 cm           | Afrique de l'Est (Tanzanie) | · ~ 971 000              |
| Madoqua kirkii (5 espèces)        | ssp. cavendishi   | Dik-dik de Cavendish   |             | 55-77 cm                | 35-45 cm              | 2,7-6,5 kg            | ♂ < 11,4 cm           | Afrique de l'Est (Kenya, Ouganda, Tanzanie) | · ~ 971 000              |
| Madoqua kirkii (5 espèces)        | ssp. hindei       | Dik-dik de Hinde       |             | 55-77 cm                | 35-45 cm              | 2,7-6,5 kg            | ♂ < 11,4 cm           | Afrique de l'Est (Kenya, Tanzanie) | · ~ 971 000              |
| Madoqua kirkii (5 espèces)        | ssp. damarensis   | Dik-dik du Damaraland  |             | 55-71 cm                | 40 cm                 | ♂ 5,1 kg ♀ 5,6 kg     | ♂ < 8 cm              | Afrique australe (Angola, Namibie) | · ~ 971 000              |
| Madoqua piacentinii (1 espèce)    | -                 | Dik-dik argenté        |             | 45–50 cm                | 30-33 cm              | 2-3 kg                | -                     | Afrique de l'Est (Éthiopie, Somalie) | · ~ 30 000               |
| Madoqua saltiana (5 espèces)      | -                 | Dik-dik de Salt        |             | 52-67 cm                | 30-40,5 cm            | 2,5-4 kg              | ♂ < 9 cm              | Afrique de l'Est (Djibouti, Érythrée, Éthiopie, Somalie, Soudan) | · ~ 485 600              |

### Tribu desOreotragini
| Espèce (UT 2011)                   | Sous-espèce      | Nom commun             | Image | Longueur (sans queue) | Hauteur (au garrot) | Masse               | Cornes      | Distribution (pays)                                                          | Statut UICN & population |
| ---------------------------------- | ---------------- | ---------------------- | ----- | --------------------- | ------------------- | ------------------- | ----------- | ---------------------------------------------------------------------------- | ------------------------ |
| Genre Oreotragus                   | Genre Oreotragus | Oréotragues            |       |                       |                     |                     |             |                                                                              |                          |
| Oreotragus oreotragus (11 espèces) | -                | Oréotrague             |       | 75-115 cm             | 42-60 cm            | ♂ 9-12 kg ♀ 5-18 kg | ♂ 6,5-15 cm | Afrique australe (sauf Lesotho) et Afrique de l'Est (sauf Burundi et Soudan) | · 42 000                 |
| Oreotragus oreotragus (11 espèces) | ssp. porteousi   | Oréotrague de Porteous |       | 75-115 cm             | 43-60 cm            | 8-18 kg             | ♂ 9-11 cm   | Afrique de l'Ouest (Nigeria)                                                 | · 2 000                  |

### Tribu desCephalophini
| Espèce (UT 2011)                    | Sous-espèce    | Nom commun                   | Image | Longueur (sans queue)   | Hauteur (au garrot) | Masse                     | Cornes                    | Distribution (pays) | Statut UICN & population         |
| ----------------------------------- | -------------- | ---------------------------- | ----- | ----------------------- | ------------------- | ------------------------- | ------------------------- | --- | -------------------------------- |
| Genre Sylvicapra                    |                |                              |       |                         |                     |                           |                           | |                                  |
| Sylvicapra grimmia (1 espèce)       | -              | Céphalophe de Grimm          |       | ♂ 70-105 cm ♀ 90-115 cm | 40-65 cm            | ♂ 10-22 kg ♀ 10-26 kg     | ♂ 7-18 cm                 | Afrique de l'Ouest (sauf Liberia et Sierra Leone), Afrique centrale (sauf Guinée équatoriale), Afrique de l'Est (sauf Djibouti) et Afrique australe (tous)                                 | · ~ 10 000 000                   |
| Genre Cephalophus                   |                |                              |       |                         |                     |                           |                           | |                                  |
| Cephalophus niger (1 espèce)        | -              | Céphalophe noir              |       | 80-100 cm               | 44-50 cm            | ♂ 19-23 kg ♀ 17-26 kg     | ♂ 7-9 cm ♀ 2-3 cm         | Afrique de l'Ouest (Côte d'Ivoire, Ghana, Guinée, Liberia, Nigeria, Sierra Leone, Togo) | · < 100 000                      |
| Cephalophus rufilatus (1 espèce)    | -              | Céphalophe à flancs roux     |       | 70 cm                   | 35-48 cm            | 11-14 kg                  | ♂ 6-9,5 cm ♀ 3-4 cm       | Afrique de l'Ouest (sauf Liberia et Mauritanie), Afrique centrale (Cameroun, Centrafrique, Congo-Kinshasa, Tchad) et Afrique de l'Est (Soudan, Soudan du Sud)                              | · < 170 000                      |
| Cephalophus natalensis (1 espèce)   | -              | Céphalophe du Natal          |       | 75-87 cm                | 40-46 cm            | 12-15 kg                  | ♂ 4,5-8 cm ♀ 2-4,4 cm     | Afrique australe (Afrique du Sud, Eswatini, Malawi, Mozambique, Zambie) et Afrique de l'Est (Tanzanie)                                                                                     | · < 42 000                       |
| Cephalophus harveyi (1 espèce)      | -              | Céphalophe de Harvey         |       | 85-95 cm                | 38-47 cm            | 9-14 kg                   | 6-9 cm                    | Afrique de l'Est (Kenya, Somalie, Tanzanie) | · < 20 000                       |
| Cephalophus adersi (1 espèce)       | -              | Céphalophe d'Ader            |       | 66-72 cm                | 30-40 cm            | 9-12 kg                   | ♂ 3-5 cm ♀ 1-3 cm         | Afrique de l'Est (Kenya, Tanzanie) | · 14 000                         |
| Cephalophus nigrifrons (5 espèces)  | -              | Céphalophe à front noir      |       | 85-107 cm               | 48-58 cm            | 13-18 kg                  | ♂ 6,5-9,5 cm ♀ 1,3-5,2 cm | Afrique centrale (sauf Tchad), Afrique de l'Est (Burundi, Kenya, Ouganda, Rwanda), Afrique de l'Ouest (Nigeria) et Afrique australe (Angola)                                               | · < 300 000                      |
| Cephalophus nigrifrons (5 espèces)  | ssp. rubidus   | Céphalophe du Rwenzori       |       | 85-107 cm               | 48-58 cm            | 13-18 kg                  | ♂ 6,5-9,5 cm ♀ 1,3-5,2 cm | Afrique de l'Est (Ouganda) | · < 10 000                       |
| Cephalophus zebra (1 espèce)        | -              | Céphalophe-zèbre             |       | 85-90 cm                | 40-50 cm            | 15-23 kg                  | ♂ 4-5 cm ♀ 2-3 cm         | Afrique de l'Ouest (Côte d'Ivoire, Guinée, Liberia, Sierra Leone) | · 9 500                          |
| Cephalophus callipygus (1 espèce)   | -              | Céphalophe de Peter          |       | 80-115 cm               | 45-60 cm            | 15-24 kg                  | ♂ 8-10 cm ♀ 4,0-5,8 cm    | Afrique centrale (sauf Congo-Kinshasa et Tchad) | · < 382 000                      |
| Cephalophus ogilbyi (3 espèces)     | ssp. ogilbyi   | Céphalophe d'Ogilby          |       | 85-115 cm               | 55 cm               | 14-20 kg                  | ♂ 8-12 cm ♀ 4-6 cm        | Afrique centrale (Cameroun, Guinée équatoriale, y compris Bioko) et Afrique de l'Ouest (Nigeria)                                                                                           | · 9 000                          |
| Cephalophus ogilbyi (3 espèces)     | ssp. crusalbum | Céphalophe à pattes blanches |       | 97-104 cm               | 55 cm               | 20 kg                     | ♂ 8,7-11 cm ♀ 5 cm        | Afrique centrale (Congo-Brazzaville, Gabon) | · 13 000                         |
| Cephalophus ogilbyi (3 espèces)     | ssp. brookei   | Céphalophe de Brooke         |       | 100 cm                  | 42-51 cm            | 14-20 kg                  | ♂ 5,1-9,3 cm ♀ 2,3 cm     | Afrique de l'Ouest (Côte d'Ivoire, Ghana, Liberia, Sierra Leone) | · 5 000                          |
| Cephalophus leucogaster (2 espèces) | -              | Céphalophe à ventre blanc    |       | 92-105 cm               | 42-51 cm            | 14-21 kg                  | ♂ 2,1-6,9 cm ♀ 1,8-2,9 cm | Afrique centrale (sauf Tchad) | · < 287 000                      |
| Cephalophus weynsi (3 espèces)      | -              | Céphalophe de Weyns          |       | 90-100 cm               | 56 cm               | 14-20 kg                  | ♂ 9-11 cm ♀ 3-5,5 cm      | Afrique centrale (Centrafrique, Congo-Kinshasa), Afrique de l'Ouest (Nigeria) et Afrique de l'Est (Burundi, Kenya, Ouganda, Rwanda, Soudan du Sud, Tanzanie)                               | · < 188 000                      |
| Cephalophus spadix (1 espèce)       | -              | Céphalophe d'Abbott          |       | 100-140 cm              | 65-75 cm            | 50-60 kg                  | 8-12 cm                   | Afrique de l'Est (Tanzanie) | · 1 500                          |
| Cephalophus silvicultor (2 espèces) | -              | Céphalophe géant             |       | 115-145 cm              | 65-80 cm            | 45-80 kg                  | 8,5-21 cm                 | Afrique de l'Ouest (sauf Gambie, Mali, Mauritanie et Niger), Afrique centrale (sauf Tchad), Afrique de l'Est (Burundi, Kenya, Ouganda, Soudan du Sud) et Afrique australe (Angola, Zambie) | · < 160 000                      |
| Cephalophus jentinki (1 espèce)     | -              | Céphalophe de Jentink        |       | 130-150 cm              | 80-89 cm            | 57-91 kg                  | 14-21 cm                  | Afrique de l'Ouest (Côte d'Ivoire, Guinée, Liberia, Sierra Leone) | · 2 000                          |
| Cephalophus dorsalis (2 espèces)    | -              | Céphalophe bai               |       | 76-103 cm               | 45-52 cm            | 18-24 kg                  | 5-9,2 cm                  | Afrique centrale (sauf Tchad), Afrique de l'Ouest (Côte d'Ivoire, Ghana, Guinée, Guinée-Bissau, Liberia, Nigeria, Sierra Leone, Togo) et Afrique australe (Angola)                         | · < 725 000                      |
| Genre Philantomba                   |                |                              |       |                         |                     |                           |                           | |                                  |
| Philantomba maxwellii (1 espèce)    | -              | Céphalophe de Maxwell        |       | 55-76 cm                | 35-42 cm            | 5-10 kg                   | 5 cm                      | Afrique de l'Ouest (sauf Mali, Mauritanie et Niger) | · ~ 2 137 000                    |
| Philantomba walteri (1 espèce)      | -              | Céphalophe de Walter         |       | 55-76 cm                | 35-42 cm            | 5-10 kg                   | 5 cm                      | Afrique de l'Ouest (présence incertaine au Bénin, Nigeria et Togo) | Seulement connu par 41 spécimens |
| Philantomba monticola (10 espèces)  | -              | Céphalophe bleu              |       | 50-75 cm                | 30-40 cm            | ♂ 3,9-5,4 kg ♀ 3,8-6,5 kg | ♂ 2-4,7 cm ♀ 2,3-3,3 cm   | Afrique centrale (sauf Tchad), Afrique australe (sauf Botswana, Eswatini, Lesotho et Namibie), Afrique de l'Est (Kenya, Ouganda, Soudan du Sud, Tanzanie) et Afrique de l'Ouest (Nigeria)  | · > 7 000 000                    |

### Tribu desHippotragini
| Espèce (UT 2011)                   | Sous-espèce       | Nom commun               | Image | Longueur (sans queue) | Hauteur (au garrot)   | Masse                     | Cornes                   | Distribution (pays) | Statut UICN & population |
| ---------------------------------- | ----------------- | ------------------------ | ----- | --------------------- | --------------------- | ------------------------- | ------------------------ | --- | ------------------------ |
| Genre Hippotragus                  | Genre Hippotragus | Hippotragues             |       |                       |                       |                           |                          | |                          |
| Hippotragus niger (2 espèces)      | -                 | Hippotrague noir         |       | 175-255 cm            | 117-143 cm            | ♂ 190-250 kg ♀ 160-180 kg | ♂ 80-165 cm ♀ 60-100 cm  | Afrique australe (sauf Eswatini et Lesotho), Afrique de l'Est (Kenya, Tanzanie) et Afrique centrale (Congo-Kinshasa) | · 50 000-60 000          |
| Hippotragus niger (2 espèces)      | ssp. variani      | Hippotrague noir géant   |       | 190-255 cm            | 117-143 cm            | ♂ 190-250 kg ♀ 160-180 kg | ♂ 110-165 cm ♀ 60-100 cm | Afrique australe (Angola) | · 70-100                 |
| Hippotragus equinus (1 espèces)    | -                 | Antilope rouanne         |       | 200-265 cm            | 126-160 cm            | ♂ 235-300 kg ♀ 215-280 kg | 60-100 cm                | Afrique australe (sauf Lesotho), Afrique de l'Est (sauf Burundi, Djibouti et Érythrée), Afrique centrale (sauf Congo-Brazzaville, Gabon et Guinée équatoriale) et Afrique de l'Ouest (Gambie, Liberia, Mauritanie et Niger) | · 50 000-60 000          |
| Hippotragus equinus (1 espèces)    | -                 | Antilope rouanne         |       | 200-265 cm            | 126-160 cm            | ♂ 235-300 kg ♀ 215-280 kg | 60-100 cm                | Afrique australe (sauf Lesotho), Afrique de l'Est (sauf Burundi, Djibouti et Érythrée), Afrique centrale (sauf Congo-Brazzaville, Gabon et Guinée équatoriale) et Afrique de l'Ouest (Gambie, Liberia, Mauritanie et Niger) | · 50 000-60 000          |
| Hippotragus leucophaeus (1 espèce) | -                 | Hippotrague bleu         |       | -                     | -                     | -                         | -                        | † Afrique australe (Afrique du Sud) | (EX)                     |
| Genre Oryx                         | Genre Oryx        | Oryx                     |       |                       |                       |                           |                          | |                          |
| Oryx gazella (1 espèce)            | -                 | Oryx gazelle             |       | 180-200               | ♂ 120-125 cm ♀ 112 cm | ♂ 200-275 kg ♀ 180-210 kg | 70-150 cm                | Afrique australe (Afrique du Sud, Botswana, Namibie, Zimbabwe) | · ~ 373 000              |
| Oryx beisa (3 espèces)             | ssp. beisa        | Oryx beïsa               |       | 153-170               | 110-120               | ♂ 167-209 kg ♀ 116-188 kg | 65-90 cm                 | Afrique de l'Est (Éthiopie, Kenya, Soudan du Sud) | · 8 000-9 000            |
| Oryx beisa (3 espèces)             | ssp. callotis     | Oryx à oreilles frangées |       | 153-170               | 110-120               | ♂ 167-210 kg ♀ 116-188 kg | 76-81 cm                 | Afrique de l'Est (Kenya, Tanzanie) | · 3 000-4 000            |
| Oryx leucoryx (1 espèce)           | -                 | Oryx d'Arabie            |       | 140-235               | 81-102                | ♂ 65-75 kg ♀ 54-70 kg     | 50-68 cm                 | Moyen-Orient (Arabie saoudite, Émirats arabes unis, Israël, Jordanie, Oman) | · 850                    |
| Oryx dammah (1 espèce)             | -                 | Oryx algazelle           |       | 160-175               | 110-125               | ♂ 180-200 kg ♀ 160-180 kg | 82-150 cm                | † Afrique du Nord (Algérie, Égypte, Libye, Sahara occidental), † Afrique de l'Ouest (Burkina Faso, Mali, Mauritanie, Niger, Nigeria, Sénégal), † Afrique de l'Est (Soudan) et † Afrique centrale (Tchad)                    | (EW)                     |
| Genre Addax                        | Genre Addax       | Addax                    |       |                       |                       |                           |                          | |                          |
| Addax nasomaculatus (1 espèce)     | -                 | Antilope à nez tacheté   |       | 110-130 cm            | 95-115 cm             | ♂ 100-125 kg ♀ 60-90 kg   | ♂ 60-109 cm ♀ 55-80 cm   | Afrique de l'Ouest (Niger) et Afrique centrale (Tchad) | · 30-90                  |

### Tribu desAlcelaphini
| Espèce (UT 2011)                  | Sous-espèce         | Nom commun                   | Image | Longueur (sans queue)     | Hauteur (au garrot)       | Masse                     | Cornes                    | Distribution (pays) | Statut UICN & population |
| --------------------------------- | ------------------- | ---------------------------- | ----- | ------------------------- | ------------------------- | ------------------------- | ------------------------- | --- | ------------------------ |
| Genre Connochaetes                | Genre Connochaetes  | Gnous                        |       |                           |                           |                           |                           | |                          |
| Connochaetes taurinus (4 espèces) | -                   | Gnou bleu                    |       | ♂ 180-240 cm ♀ 170-230 cm | ♂ 100-156 cm ♀ 100-144 cm | ♂ 208-295 kg ♀ 163-216 kg | ♂ < 83 cm ♀ 30-40 cm      | Afrique australe (sauf Lesotho et Malawi) et Afrique de l'Est (Kenya, Tanzanie)                                                 | · 1 550 000              |
| Connochaetes gnou (1 espèce)      | -                   | Gnou à queue blanche         |       | ♂ 185-220 cm ♀ 170-205 cm | ♂ 110-120 cm ♀ 90-105 cm  | ♂ 140-180 kg ♀ 110-160 kg | 45-78 cm                  | Afrique australe (Afrique du Sud, Eswatini, Lesotho)                                                                            | · 11 158                 |
| Genre Beatragus                   | Genre Beatragus     | Hirolas                      |       |                           |                           |                           |                           | |                          |
| Beatragus hunteri (1 espèce)      | -                   | Damalisque de Hunter         |       | 120-200 cm                | 95-100 cm                 | 80-118 kg                 | ♂ 45-60 cm ♀ 35-49 cm     | Afrique de l'Est (Kenya) | · 200-250                |
| Genre Damaliscus                  | Genre Damaliscus    | Damalisques                  |       |                           |                           |                           |                           | |                          |
| Damaliscus lunatus (9 espèces)    | ssp. lunatus        | Sassabi                      |       | 150-230 cm                | 119-122 cm                | 120-140 kg                | ♂ < 40 cm ♀ < 37 cm       | Afrique australe (Afrique du Sud, Angola, Botswana, Zambie) et Afrique centrale (Congo-Kinshasa)                                | · 21 000                 |
| Damaliscus lunatus (9 espèces)    | ssp. superstes      | Sassabi du Bangweulu         |       | 150-230 cm                | 120 cm                    | 120-137 kg                | ♂ 35-40 cm ♀ 30-40 cm     | Afrique australe (Zambie) | · 2 450                  |
| Damaliscus lunatus (9 espèces)    | ssp. korrigum       | Korrigum                     |       | 150-205 cm                | 127-132 cm                | 122-136 kg                | < 84 cm                   | Afrique de l'Ouest (Bénin, Burkina Faso, Ghana, Niger) et Afrique centrale (Cameroun)                                           | · 1 295-1 855            |
| Damaliscus lunatus (9 espèces)    | ssp. tiang          | Tiang                        |       | 150-205 cm                | 127 cm                    | 122 kg                    | < 72 cm                   | Afrique de l'Est (Éthiopie, Kenya, Soudan, Soudan du Sud) et Afrique centrale (Centrafrique, Tchad)                             | · 55 000-126 000         |
| Damaliscus lunatus (9 espèces)    | ssp. jimela         | Topi                         |       | ♂ 195-268 cm ♀ 185-249 cm | 100-130 cm                | ♂ 111-168 kg ♀ 90-140 kg  | < 72 cm                   | Afrique de l'Est (Kenya, Ouganda, Rwanda, Tanzanie) et Afrique centrale (Congo-Kinshasa)                                        | · 50 000-70 000          |
| Damaliscus lunatus (9 espèces)    | ssp. topi           | Topi côtier                  |       | 200 cm                    | 100-130 cm                | 110-130 kg                | < 72 cm                   | Afrique de l'Est (Kenya, Somalie)                                                                                               | · 4 000-6 000            |
| Damaliscus pygargus (2 espèce)    | ssp. pygargus       | Bontebok                     |       | 140-160 cm                | 90-102 cm                 | ♂ 86 kg ♀ 56 kg           | ♂ < 32-36 cm ♀ < 29-33 cm | Afrique australe (Afrique du Sud)                                                                                               | · 515-1 618              |
| Damaliscus pygargus (2 espèce)    | ssp. phillipsi      | Blesbok                      |       | 140-160 cm                | 85-100 cm                 | ♂ 65-80 kg ♀ 55-70 kg     | 50 cm                     | Afrique australe (Afrique du Sud)                                                                                               | · 47 633                 |
| Genre Alcelaphus                  | Genre Alcelaphus    | Bubales                      |       |                           |                           |                           |                           | |                          |
| Alcelaphus buselaphus (8 espèce)  | ssp. buselaphus     | Bubale d'Afrique du Nord     |       | -                         | -                         | -                         | -                         | † Afrique du Nord (sauf Sahara occidental) et † Moyen-Orient (Israël, Jordanie)                                                 | (EX)                     |
| Alcelaphus buselaphus (8 espèce)  | ssp. swaynei        | Bubale de Swayne             |       | 175-250 cm                | 119 cm                    | ♂ 135-200 kg ♀ 120-180 kg | 45-70 cm                  | Afrique de l'Est (Éthiopie) | · 600-800                |
| Alcelaphus buselaphus (8 espèce)  | ssp. tora           | Bubale tora                  |       | 200 cm                    | 130 cm                    | 160 kg                    | 48 cm                     | Afrique de l'Est (Érythrée, Éthiopie, Soudan)                                                                                   | · 0-250                  |
| Alcelaphus buselaphus (8 espèce)  | ssp. caama          | Bubale caama                 |       | 207-220 cm                | 122-133 cm                | ♂ 131-165 kg ♀ 105-136 kg | 45-67 cm                  | Afrique australe (Afrique du Sud, Angola, Botswana, Namibie)                                                                    | · ~ 130 000              |
| Alcelaphus buselaphus (8 espèce)  | ssp. lichtensteinii | Bubale de Lichtenstein       |       | 160-200 cm                | ♂ 120-136 cm ♀ 119-130 cm | ♂ 157-205 kg ♀ 160-181 kg | 40-60 cm                  | Afrique australe (Angola, Malawi, Mozambique, Tanzanie, Zambie, Zimbabwe)                                                       | · 58 000                 |
| Alcelaphus buselaphus (8 espèce)  | ssp. lelwel         | Bubale lelwel                |       | 160-200 cm                | ♂ 120-136 cm ♀ 119-130 cm | ♂ 157-205 kg ♀ 160-181 kg | 40-60 cm                  | Afrique centrale (Centrafrique, Congo-Kinshasa, Tchad) et Afrique de l'Est (Éthiopie, Ouganda, Soudan, Soudan du Sud, Tanzanie) | · < 70 000               |
| Alcelaphus buselaphus (8 espèce)  | ssp. cokii          | Bubale de Coke               |       | 177-200 cm                | ♂ 117-124 cm ♀ 112 cm     | ♂ 129-171 kg ♀ 116-148 kg | < 70 cm                   | Afrique de l'Est (Kenya, Tanzanie)                                                                                              | · 30 000                 |
| Alcelaphus buselaphus (8 espèce)  | ssp. major          | Bubale d'Afrique occidentale |       | 200-250 cm                | 120-143 cm                | 120-200 kg                | 45-70 cm                  | Afrique de l'Ouest (sauf Gambie, Liberia, Mauritanie et Sierra Leone) et Afrique centrale (Cameroun, Centrafrique, Tchad)       | · < 36 000               |

## Sous-famille desBovinae

### Tribu desBoselaphini
| Espèce (UT 2011)                   | Sous-espèce | Nom commun         | Image | Longueur (sans queue) | Hauteur (au garrot) | Masse                     | Cornes     | Distribution (pays)          | Statut UICN & population |
| ---------------------------------- | ----------- | ------------------ | ----- | --------------------- | ------------------- | ------------------------- | ---------- | ---------------------------- | ------------------------ |
| Genre Boselaphus                   |             |                    |       |                       |                     |                           |            |                              |                          |
| Boselaphus tragocamelus (1 espèce) | -           | Nilgaut            |       | ♂ 180-210 cm ♀ 170 cm | 120-150 cm          | ♂ 200-290 kg ♀ 120-212 kg | ♂ 15-25 cm | Asie (Inde, Népal, Pakistan) | · 70 000-100 000         |
| Genre Tetracerus                   |             |                    |       |                       |                     |                           |            |                              |                          |
| Tetracerus quadricornis (1 espèce) | -           | Antilope tétracère |       | 90-110 cm             | 55-65 cm            | 15-25 kg                  | ♂ 5-12 cm  | Asie (Inde, Népal)           | · 7 000-10 000           |

### Tribu desTragelaphini
| Espèce (UT 2011)                     | Sous-espèce       | Nom commun                | Image | Longueur (sans queue)     | Hauteur (au garrot)      | Masse                     | Cornes              | Distribution (pays) | Statut UICN & population |
| ------------------------------------ | ----------------- | ------------------------- | ----- | ------------------------- | ------------------------ | ------------------------- | ------------------- | --- | ------------------------ |
| Genre Tragelaphus                    | Genre Tragelaphus | Tragelaphes               |       |                           |                          |                           |                     | |                          |
| Tragelaphus derbianus (1 espèce)     | ssp. derbianus    | Éland de Derby occidental |       | 220-290 cm                | 150-175 cm               | 440-900 kg                | 80-120 cm           | Afrique de l'Ouest (Guinée, Mali, Sénégal) | · 120-150                |
| Tragelaphus derbianus (1 espèce)     | ssp. gigas        | Éland de Derby oriental   |       | 220-290 cm                | 150-175 cm               | 440-900 kg                | 120 cm              | Afrique centrale (Cameroun, Centrafrique, Tchad) et Afrique de l'Est (Soudan du Sud) | · 8 400-9 800            |
| Tragelaphus oryx (1 espèce)          | -                 | Éland du Cap              |       | 200-345 cm                | 130-180 cm               | 300-1 000 kg              | ♂ < 65 cm ♀ < 68 cm | Afrique australe (tous), Afrique de l'Est (Éthiopie, Kenya, Rwanda, Soudan du Sud, Tanzanie) et Afrique centrale (Congo-Kinshasa) | · 90 000-110 000         |
| Tragelaphus imberbis (2 espèces)     | -                 | Petit koudou              |       | ♂ 160-180 cm ♀ 140 cm     | ♂ 95-120 cm ♀ 100 cm     | 56-105 kg                 | ♂ 60-90 cm          | Afrique de l'Est (Éthiopie, Kenya, Ouganda, Somalie, Soudan du Sud, Tanzanie) | · 80 000-100 000         |
| Tragelaphus strepsiceros (4 espèces) | -                 | Grand koudou              |       | 185-245 cm                | 100-160 cm               | 120-315 kg                | ♂ 83-160 cm         | Afrique australe (sauf Lesotho), Afrique centrale (Centrafrique, Congo-Kinshasa) et Afrique de l'Est (Érythrée, Éthiopie, Kenya, Tanzanie) | · 300 000-350 000        |
| Tragelaphus eurycerus (1 espèce)     | ssp. eurycerus    | Bongo                     |       | 170-250 cm                | 110-130 cm               | ♂ 240-400 kg ♀ 150-235 kg | 75-100 cm           | Afrique de l'Ouest (Bénin, Côte d'Ivoire, Ghana, Guinée, Liberia, Niger, Sierra Leone, Togo), Afrique centrale (Cameroun, Centrafrique, Congo-Kinshasa, Gabon) et Afrique de l'Est (Soudan du Sud)                                                                     | · < 25 000               |
| Tragelaphus eurycerus (1 espèce)     | ssp. isaaci       | Bongo de montagne         |       | 170-250 cm                | 110-130 cm               | ♂ 240-400 kg ♀ 150-235 kg | 75-100 cm           | Afrique de l'Est (Kenya) | · < 70-80                |
| Tragelaphus buxtoni (1 espèce)       | -                 | Nyala de montagne         |       | ♂ 240-260 cm ♀ 190-200 cm | ♂ 120-135 cm ♀ 90-110 cm | ♂ 180-300 kg ♀ 150-200 kg | ♂ 118 cm            | Afrique de l'Est (Éthiopie) | · 1 500-2 500            |
| Tragelaphus spekii (6 espèces)       | -                 | Guib d'eau                |       | ♂ 151-170 cm ♀ 135-144 cm | ♂ 88-125 cm ♀ 75-90 cm   | ♂ 75-125 kg ♀ 50-57 kg    | ♂ 45-90 cm          | Afrique australe (Angola, Botswana, Mozambique, Namibie, Zambie, Zimbabwe), Afrique centrale (tous), Afrique de l'Est (Burundi, Kenya, Ouganda, Rwanda, Soudan du Sud, Tanzanie) et Afrique de l'Ouest (Bénin, Gambie, Ghana, Guinée, Guinée-Bissau, Nigeria, Sénégal) | · 90 000-120 000         |
| Tragelaphus spekii (6 espèces)       | -                 | Guib d'eau                |       | ♂ 151-170 cm ♀ 135-144 cm | ♂ 88-125 cm ♀ 75-90 cm   | ♂ 75-125 kg ♀ 50-57 kg    | ♂ 45-90 cm          | Afrique australe (Angola, Botswana, Mozambique, Namibie, Zambie, Zimbabwe), Afrique centrale (tous), Afrique de l'Est (Burundi, Kenya, Ouganda, Rwanda, Soudan du Sud, Tanzanie) et Afrique de l'Ouest (Bénin, Gambie, Ghana, Guinée, Guinée-Bissau, Nigeria, Sénégal) | · 90 000-120 000         |
| Tragelaphus scriptus (8 espèces)     | -                 | Guib harnaché             |       | ♂ 109-165 cm ♀ 100-132 cm | ♂ 65-102 cm ♀ 61-85 cm   | ♂ 32-115 kg ♀ 24-60 kg    | ♂ 25-55 cm          | Afrique australe (sauf Lesotho), Afrique centrale (tous), Afrique de l'Est (sauf Djibouti et Érythrée) et Afrique de l'Ouest (tous) | · ~ 1 500 000            |
| Tragelaphus scriptus (8 espèces)     | ssp. sylvaticus   | Guib sylvain              |       | ♂ 117-145 cm ♀ 108-132 cm | ♂ 64-100 cm ♀ 55-85 cm   | ♂ 40-80 kg ♀ 24-60 kg     | ♂ 25-55 cm          | Afrique australe (sauf Lesotho), Afrique centrale (tous), Afrique de l'Est (sauf Djibouti et Érythrée) et Afrique de l'Ouest (tous) | · ~ 1 500 000            |
| Tragelaphus angasii (1 espèce)       | -                 | Nyala                     |       | 135-195 cm                | 80-120 cm                | 55-140 kg                 | ♂ 60-83 cm          | Afrique australe (Afrique du Sud, Eswatini, Malawi, Mozambique, Zimbabwe) | · 20 000-27 500          |

## Taxinomie alternative
Dans Ungulate taxonomy (UT) publié en 2011, Colin Groves et Peter Grubb ont révisé la taxinomie des Ongulés (ordres des Périssodactyles et des Artiodactyles hors Cétacés) en appliquant le concept d'espèces phylogénétiques plutôt que celui d'espèces biologiques utilisé par les auteurs antérieurs. Ces travaux ont eu pour effet de doubler le nombre d'espèces précédemment prises en compte. Ces changements font cependant débat au sein de la communauté des mammalogistes et ne sont pas reconnus par de nombreux auteurs.

### Espèces supplémentaires
Selon Ungulate taxonomy, la plupart des sous-espèces présentées ci-dessus sont élevées au rang d'espèces à part entière. L'ouvrage considère en outre les espèces supplémentaires suivantes (par séparation des espèces précédemment reconnues) :
Ammelaphus
Ammelaphus australis → Tragelaphus imberbis
Antidorcas
Antidorcas angolensis → Antidorcas marsupialis
Antidorcas hofmeyri → Antidorcas marsupialis
Cephalophus
Cephalophus arrhenii → Cephalophus leucogaster
Cephalophus castaneus → Cephalophus dorsalis
Cephalophus curticeps → Cephalophus silvicultor
Cephalophus fosteri → Cephalophus nigrifrons
Cephalophus hooki → Cephalophus nigrifrons
Cephalophus hypoxanthus → Cephalophus nigrifrons
Cephalophus johnstoni → Cephalophus weynsi
Cephalophus lestradei → Cephalophus weynsi
Connochaetes
Connochaetes albojubatus → Connochaetes taurinus
Connochaetes johnstoni → Connochaetes taurinus
Connochaetes mearnsi → Connochaetes taurinus
Damaliscus
Damaliscus eurus → Damaliscus lunatus
Damaliscus ugandae → Damaliscus lunatus
Damaliscus selousi → Damaliscus lunatus
Eudorcas
Eudorcas nasalis → Eudorcas thomsonii
Gazella
Gazella acaciae → Gazella arabica
Gazella christyi → Gazella bennettii
Gazella cora → Gazella arabica
Gazella dareshurii → Gazella arabica
Gazella erlangeri → Gazella arabica
Gazella fuscifrons → Gazella bennettii
Gazella gracilicornis → Gazella subgutturosa
Gazella muscatensis → Gazella arabica
Gazella pelzelni → Gazella dorcas
Gazella salinarum → Gazella bennettii
Gazella shikarii → Gazella bennettii
Gazella yarkandensis → Gazella subgutturosa
Hippotragus
Hippotragus roosevelti → Hippotragus niger
Kobus
Kobus loderi → Kobus kob
Litocranius
Litocranius sclateri → Litocranius walleri
Madoqua
Madoqua hararensis → Madoqua saltiana
Madoqua lawrancei → Madoqua saltiana
Madoqua phillipsi → Madoqua saltiana
Madoqua smithii → Madoqua guentheri
Madoqua swaynei → Madoqua saltiana
Neotragus
Neotragus kirchenpaueri → Nesotragus moschatus
Neotragus livingstonianus → Nesotragus moschatus
Oreotragus
Oreotragus aceratos → Oreotragus oreotragus
Oreotragus aureus → Oreotragus oreotragus
Oreotragus centralis → Oreotragus oreotragus
Oreotragus saltatrixoides → Oreotragus oreotragus
Oreotragus schillingsi → Oreotragus oreotragus
Oreotragus somalicus → Oreotragus oreotragus
Oreotragus stevensoni → Oreotragus oreotragus
Oreotragus transvaalensis → Oreotragus oreotragus
Oreotragus tyleri → Oreotragus oreotragus
Oryx
Oryx gallarum → Oryx beisa
Ourebia
Ourebia hastata → Ourebia ourebi
Ourebia montana → Ourebia ourebi
Ourebia quadriscopa → Ourebia ourebi
Philantomba
Philantomba aequatorialis → Philantomba monticola
Philantomba anchietae → Philantomba monticola
Philantomba bicolor → Philantomba monticola
Philantomba congicus → Philantomba monticola
Philantomba defriesi → Philantomba monticola
Philantomba hecki → Philantomba monticola
Philantomba lugens → Philantomba monticola
Philantomba melanorheus → Philantomba monticola
Philantomba simpsoni → Philantomba monticola
Raphicerus
Raphicerus colonicus → Raphicerus sharpei
Redunca
Redunca bohor → Redunca redunca
Redunca cottoni → Redunca redunca
Redunca nigeriensis → Redunca redunca
Redunca occidentalis → Redunca arundinum
Strepsiceros
Strepsiceros chora → Tragelaphus strepsiceros
Strepsiceros cottoni → Tragelaphus strepsiceros
Strepsiceros zambesiensis → Tragelaphus strepsiceros
Tragelaphus
Tragelaphus bor → Tragelaphus scriptus
Tragelaphus decula → Tragelaphus scriptus
Tragelaphus fasciatus → Tragelaphus scriptus
Tragelaphus gratus → Tragelaphus spekii
Tragelaphus larkenii → Tragelaphus spekii
Tragelaphus meneliki → Tragelaphus scriptus
Tragelaphus ornatus → Tragelaphus scriptus
Tragelaphus phaleratus → Tragelaphus scriptus
Tragelaphus selousi → Tragelaphus spekii
Tragelaphus sylvestris → Tragelaphus spekii
Tragelaphus ugallae → Tragelaphus spekii

## Distribution
La distribution des espèces suit le découpage utilisé par l'enquête globale publiée par l'Union internationale pour la conservation de la nature entre 1988 et 2001 :
Afrique australe
Afrique du Sud, Angola, Botswana, Eswatini, Lesotho, Malawi, Mozambique, Namibie, Zambie et Zimbabwe.
Afrique centrale
Cameroun, Centrafrique, Congo-Brazzaville, Congo-Kinshasa, Gabon, Guinée équatoriale et Tchad.
Afrique de l'Est
Burundi, Djibouti, Érythrée, Éthiopie, Kenya, Ouganda, Rwanda, Somalie, Soudan, Soudan du Sud et Tanzanie.
Afrique de l'Ouest
Bénin, Burkina Faso, Côte d'Ivoire, Gambie, Ghana, Guinée, Guinée-Bissau, Liberia, Mali, Mauritanie, Niger, Nigeria, Sénégal, Sierra Leone et Togo.
Afrique du Nord
Algérie, Égypte, Libye, Maroc, Sahara occidental et Tunisie.
Moyen-Orient et Asie
(voir détail des pays dans la liste).